# عمى الحيوانات

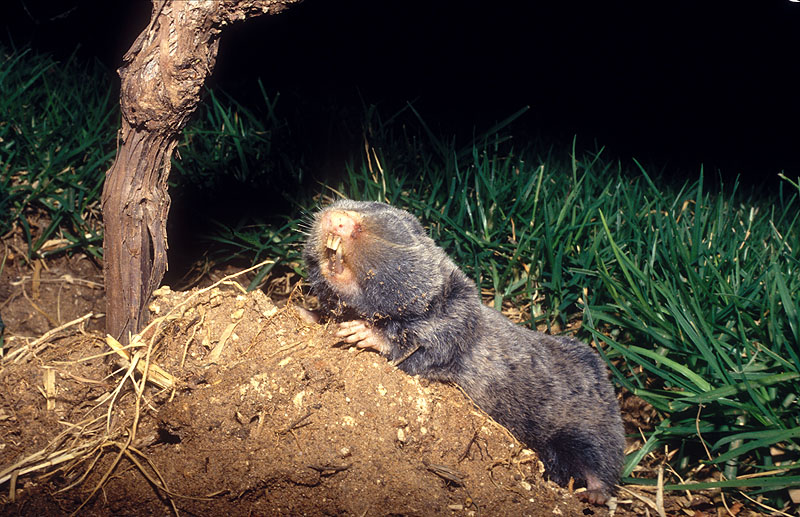
فأر الخلد الأعمى

الإدراك البصري يلعب دوراً هاماً في عالم الحيوان، والأهم من ذلك في التعرف على مصادر الغذاء وتجنب الحيوانات المفترسة. لهذا السبب، العمى في الحيوانات هو موضوع فريد للدراسة.
بشكل عام، الحيوانات الليلية أو تحت الأرض لديها اهتمام أقل بالعالم البصري، وتعتمد على وسائل حسية أخرى. القدرة البصرية هي استمرارية، مع وجود البشر في مكان ما في الوسط.

## أسباب العمى عند الحيوانات
عمى الحيوانات يمكن أن يكون نتيجة لتكيفات بيئية مع مرور الوقت، أو بسبب مختلف لحالات العين. العديد من الأنواع العمياء تمكنت من التكيف، والتنقل والبقاء على قيد الحياة في بيئتها من خلال الاعتماد على حواسها الأخرى. بعض الأنواع تولد بدون عيون مثل عنكبوت كهف كاواي الذئبي، وسمندل الكهوف الأوروبي، وسمكة الكهف العمياء.

### مرض الساد
الساد هي نتيجة لتعتيم أو عتامة عدسة العين. يمكن أن تتطور الساد من خلال الشيخوخة أو الأمراض أو الصدمات للعين. بعض الحيوانات المعرضة لتطور الساد هي الكلاب والفيلة والخيول والباندا والفقمة. الساد أقل شيوعًا في القطط مقارنة بالكلاب، حيث تكون شائعة إلى حد ما. تمامًا كما هو الحال مع البشر، يمكن إجراء جراحة استخراج المياه البيضاء على القطط والكلاب.

### الزرق
الزرق هو حالة تدريجية في العين تسبب تلفًا في العصب البصري. عادة ما يكون الضرر الذي يلحق بالعصب البصري ناتجًا عن ارتفاع الضغط داخل العين. يمكن رؤية الزرق عند الكلاب، وبشكل أقل شيوعًا، القطط. يمكن أن يكون العلاج في شكل دواء للعين، مثل قطرات العين الطبية.

### العمى عند الرضع
يخدم العمى عند الولادة في الحفاظ على الصغار الذين يعتمدون على والديهم. (إذا كان بإمكانهم الرؤية، يمكنهم التجول.) تولد الأرانب بعيون وأذان مغلقة، عاجزة تمامًا. البشر أيضًا يعانون من ضعف شديد في الرؤية عند الولادة. انظر: التطور البصري للرضع
العبارات التي تفيد بأن بعض أنواع الثدييات "مُولودة عمياء" تشير إلى أنها تولد بعيون مغلقة وأجفانها ملتحمة معًا؛ تفتح العيون في وقت لاحق. مثال واحد هو الأرنب. في البشر، تلتحم الجفون لفترة من الوقت قبل الولادة، لكنها تفتح مرة أخرى قبل وقت الولادة الطبيعي، لكن أطفال الولادة المبكرة يولدون أحيانًا بعيون ملتحمة مغلقة، وتفتح لاحقًا.

### عمى الألوان
الرئيسيات فريدة من نوعها حيث تمتلك رؤية ثلاثية الألوان، وهي قادرة على التمييز بين البنفسجي [موجة قصيرة (SW)] والأخضر [موجة متوسطة (MW)] والأصفر والأخضر [موجة طويلة (LW)]. الثدييات الأخرى غير الرئيسيات عمومًا لديها أنظمة إدراك للألوان ذات مستقبلين أقل فعالية، مما يسمح برؤية ثنائية اللون فقط؛ الثدييات البحرية لديها نوع واحد فقط من المخروط وبالتالي فهي أحادية اللون. النحل العامل ونحل العسل لديهم رؤية ثلاثية الألوان، وهي غير حساسة للأحمر ولكنها حساسة للأشعة فوق البنفسجية للون يسمى بنفسجي النحل.
حيوانات أخرى، مثل الأسماك الاستوائية والطيور، لديها أنظمة رؤية ألوان أكثر تعقيدًا من البشر. هناك أدلة على أن الضوء فوق البنفسجي يلعب دورًا في إدراك اللون في العديد من فروع المملكة الحيوانية، خاصة بالنسبة للحشرات؛ ومع ذلك، لم يكن هناك ما يكفي من الأدلة لإثبات ذلك. اُقترح أن الحمام على الأرجح هو خماسي اللون. تمتلك فراشة المذناب على ما يبدو رؤية رباعية الألوان على الرغم من امتلاكها ستة أنواع من مستقبلات الضوء. عُثر على نظام رؤية الألوان الأكثر تعقيدًا في المملكة الحيوانية في فميات الأرجل مع ما يصل إلى 12 نوعًا مختلفًا من مستقبلات الطيف والتي يُعتقد أنها تعمل كوحدات ثنائية اللون متعددة.

## الاصطفاء الطبيعي

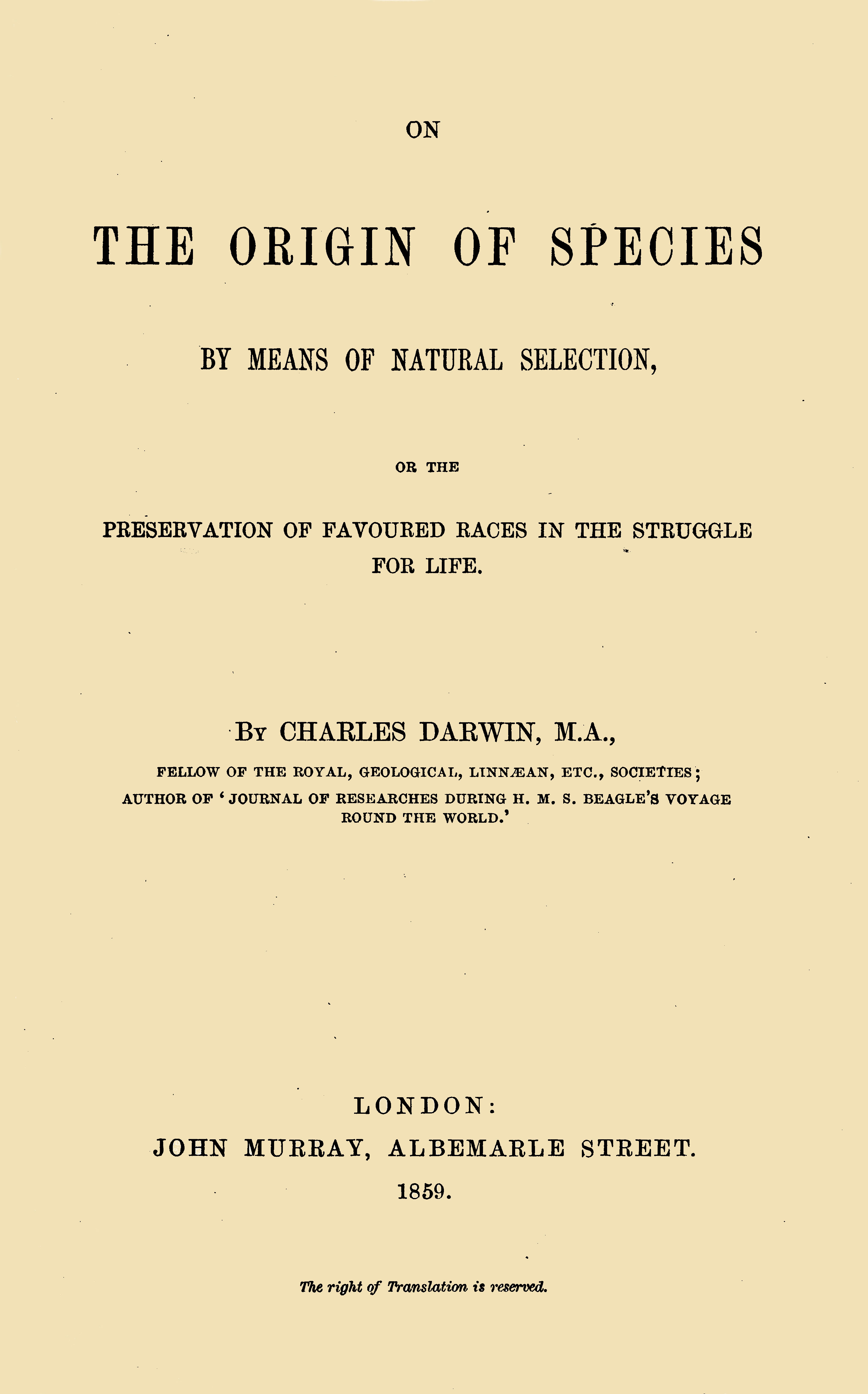
كتاب اصل الأنواع

يستشهد تشارلز داروين بالخُلد كمثال على الثدييات التي لديها أعضاء أصبحت بدائية وتتخلص منها تدريجياً من خلال الاصطفاء الطبيعي:
عيون الخلد وبعض القوارض الحافرة بدائية الحجم، وفي بعض الحالات تكون مغطاة تمامًا بالجلد والفراء. يُرجح أن تكون هذه الحالة للعيون ناتجة عن انخفاض تدريجي بسبب عدم الاستخدام، ولكن ربما بمساعدة الانتخاب الطبيعي. في أمريكا الجنوبية، فإن قارضًا حافرًا يُدعى "توكو توكو" أو "كتينوميس" أكثر تحفرًا من الخلد؛ وقد أكد لي إسباني كثيراً ما اصطاده أنه غالبًا ما يكون أعمى. وقد كان أحدها الذي احتفظت به حياً بالتأكيد في هذه الحالة، وكان السبب، كما ظهر في التشريح، هو التهاب في الغشاء الرامش. ونظرًا لأن الالتهاب المتكرر في العينين يجب أن يكون ضارًا لأي حيوان، ولأن العيون ليست ضرورية بالتأكيد للحيوانات ذات العادات تحت الأرضية، فإن تقليل حجمها، مع التصاق الجفون ونمو الفراء عليها، قد يكون مفيدًا في مثل هذه الحالة؛ وإذا كان الأمر كذلك، فإن الانتخاب الطبيعي سيساعد آثار عدم الاستخدام.

(تشارلز داروين، أصل الأنواع)

### الابحاث
أثبتت أشكال سمكة الكهف العمياء أنها موضوعات شائعة للعلماء الذين يدرسون التطور: تشير دراسة حديثة إلى وجود ما لا يقل عن نسلين وراثيين متميزين بين السكان العميان، مما يدعم فكرة أن هذه تمثل حالة من التطور التقاربي.
إحدى النظريات هي أنه نظرًا لموطنها المظلم، فإن جنين السمكة يوفر الطاقة التي كان سيستخدمها عادةً لتطوير العينين لتطوير أجزاء أخرى من الجسم، وهذا الاختيار التطوري سيهيمن في النهاية على السكان. وهذا ما يسمى التكيف الاقتصادي. ومع ذلك، أظهرت الدراسات أن أجنة أسماك الكهوف العمياء تبدأ في نمو العيون أثناء التطور، ولكن بعد ذلك يتوقف شيء ما بنشاط هذه العملية وينمو اللحم فوق العيون النامية جزئيًا. نظرية أخرى هي أن بعض اسماك الكهف العمياء لا تطور عيون بشكل عشوائي (مما يمثله الجينات المعطلة في جينوم السمكة)، وينتشر هذا النقص في العيون إلى بقية السكان على الرغم من عدم وجود ميزة أو عيب. وهذا ما يسمى النظرية المحايدة الموحدة للتنوع البيولوجي.
في تجربة واحدة تدرس تطور العين، قام علماء من جامعة ميريلاند بزرع عدسات من عيون أجنة السطح المبصرة في أجنة الكهف العمياء، والعكس صحيح. في أجنة الكهفي، يبدأ تطور العدسة في غضون أول 24 ساعة من التطور الجنيني، ولكنه يتوقف بسرعة، وتموت خلايا العدسة؛ ومعظم هياكل العين المتبقية لا تتطور أبدًا. وجد الباحثون أن العدسة يبدو أنها تتحكم في تطور بقية العين، حيث فشلت السمكة ذات الشكل السطحي التي تلقت عدسات الشكل الكهفي في تطوير العيون، بينما نمت السمكة ذات الشكل الكهفي التي تلقت عدسات الشكل السطحي عيونًا بها حدقة، قرنية، وقزحية. (ومع ذلك، ليس من الواضح ما إذا كانت تمتلك البصر).
حدث تطور الرؤية اللونية الثلاثية الألوان في الرئيسيات عندما تحول أسلاف القرود الحديثة والشمبانزي إلى نشاط نهاري وبدأوا في استهلاك الفواكه والأوراق من النباتات المزهرة.